# Friedrich Wilhelm Mengelberg

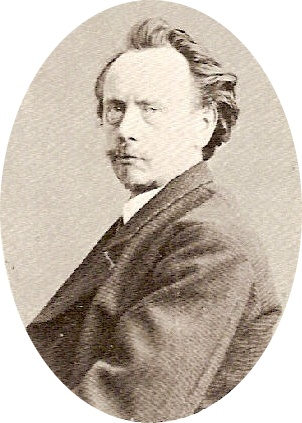
Friedrich Wilhelm Mengelberg, circa 1900

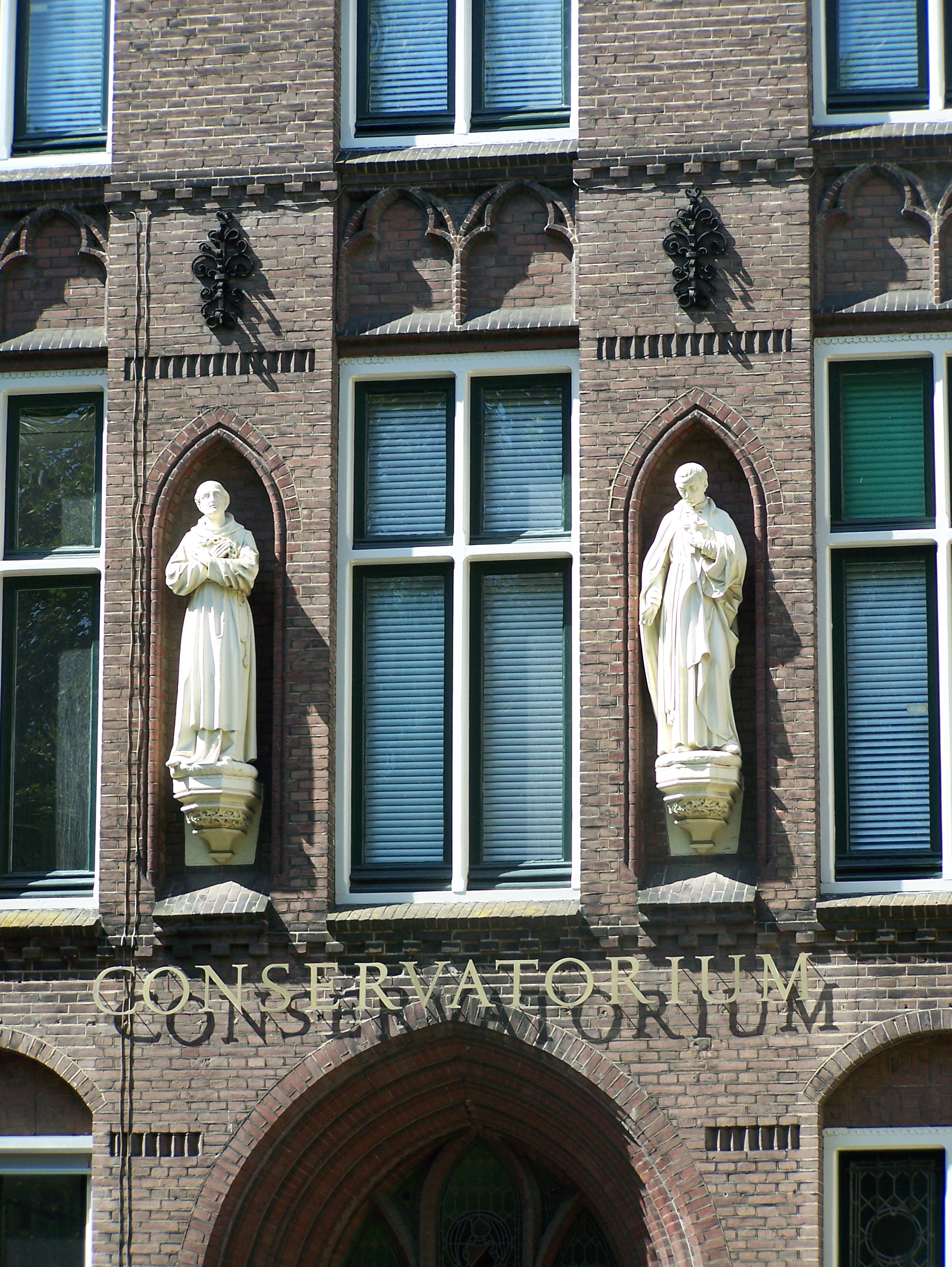
Beelden door F.W. Mengelberg boven de ingang van het voormalig St. Joannes de Deo mannenziekenhuis, thans deel van het conservatorium van Utrecht aan de Mariaplaats, uit 1896.

Friedrich Wilhelm Mengelberg (Keulen, 18 oktober 1837 - Utrecht, 6 februari 1919) was een Duits-Nederlandse beeldhouwer, architect van kerkinterieurs en verzamelaar van kunst.

## Leven en werk
Friedrich Wilhelm, lid van de familie Mengelberg was een zoon van Johann Edmund Egidius Mengelberg en Catharina Wilhelmina Leiniger, een protestants echtpaar in Keulen (in Pruisen binnen de Duitse Bond). Hij werd met 18 jaar katholiek en huwde op 18 oktober 1866 met Wilhelmina Anna Helena Schrattenholz. Uit dit huwelijk werden zestien kinderen geboren, onder wie de latere dirigent Willem Mengelberg (1871-1951).
Mengelberg begon zijn opleiding in Keulen op de Mengelbergsche Zeichenschule (opgericht door zijn grootvader Egidius Mengelberg) en bij de beeldhouwer Christoph Stephann. Na zijn opleiding begon hij een atelier in Keulen. Na daar naam te hebben gemaakt - onder meer met de bronzen deuren van de Keulse Dom - liet hij het atelier aan zijn broer Heinrich Otto Mengelberg en vestigde zich in Aken. Dankzij de bemiddeling van Akense kapelaan Franz Johann Joseph Bock (1823-1899) kreeg hij in 1869 opdracht voor de bouw van de bisschopszetel van de bisschop van Utrecht. Als gevolg van de belangstelling in Nederland in de neogotiek vestigde hij zich in 1872 in Utrecht en heeft hij daar het interieur vervaardigd van de Sint-Catharinakathedraal en de Willibrorduskerk. Mengelberg werkte nauw samen met Pierre Cuypers en met name ook met Alfred Tepe. Het huis van Mengelberg aan de Maliebaan was ook een ontwerp van Tepe en net als hij, was ook Mengelberg lid was van het St. Bernulphusgilde dat de bouw van Rooms-katholieke kerken in neogotische stijl propageerde.
Hiernaast was Mengelberg actief als maker van 'wereldlijke' beeldende kunst. Tot de grote schare afnemers daarvan behoorde de Duitse componist en dirigent Richard Strauss.
Het atelier Mengelberg, waarin steeds meer kunstenaars kwamen te werken (eind 19e eeuw meer dan dertig), produceerde vooral interieur voor kerken: kansels, hoogaltaren, biechtstoelen, communiebanken en kruiswegstaties. Het werd na zijn dood voortgezet door twee van zijn zoons Joseph en Hans. Zoon Otto was een eigen atelier voor glasschilderkunst begonnen. De door Mengelberg tijdens zijn leven verzamelde kunstwerken, de Collectie F.W. Mengelberg, werden na zijn dood verkocht aan Jan Herman van Heek, telg uit het textielfamilie Van Heek. De collectie vormde de kern van de kunstverzameling in Huis Bergh.

## Enkele kerken met interieur uit atelier Mengelberg
- Dom van Keulen
- Sint-Willibrordkerk te Utrecht
- De Krijtberg te Amsterdam
- Sint-Jozefkathedraal te Groningen

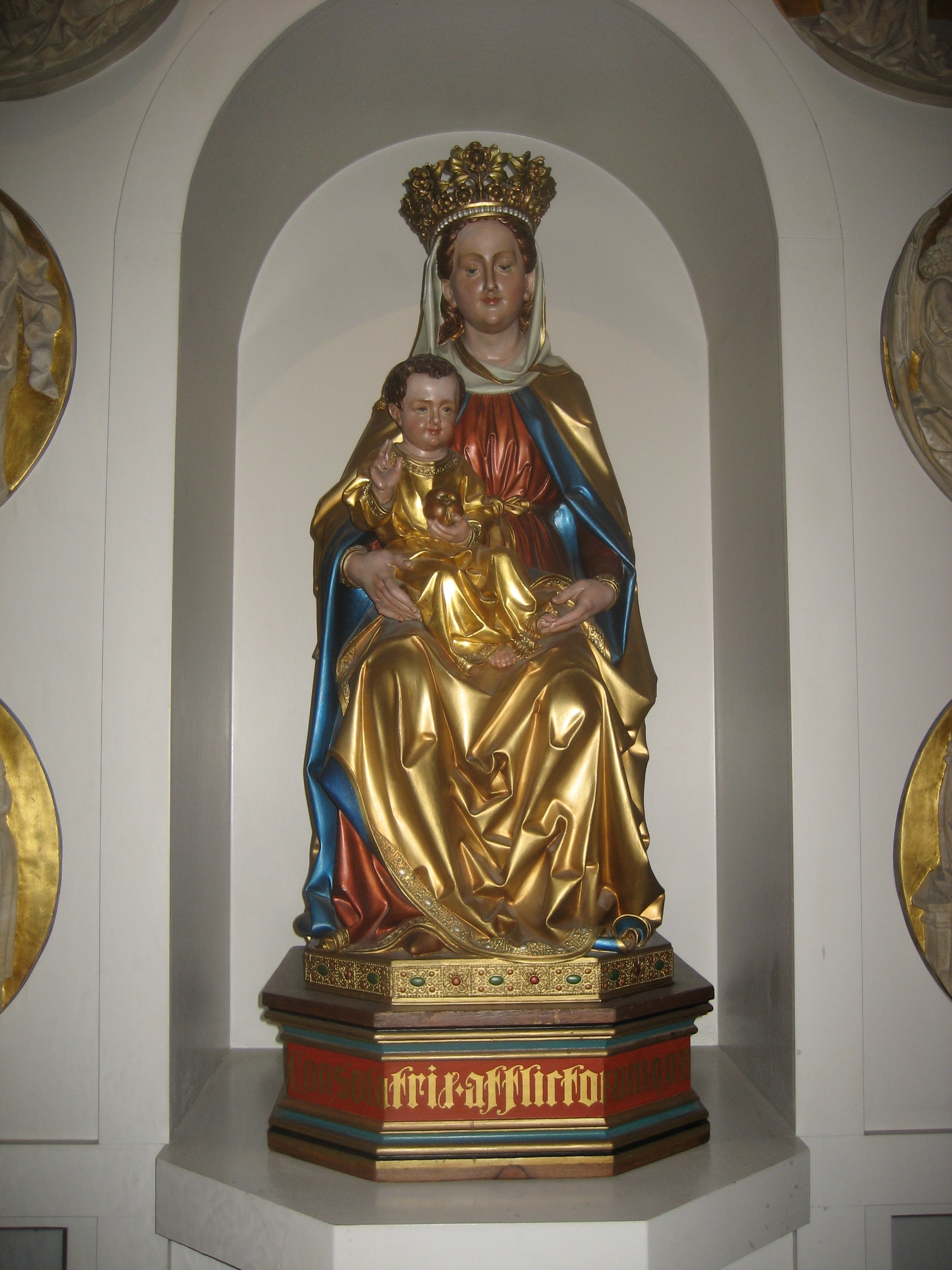
Mariakapel, Sint-Catharinakathedraal

- Basiliek van de Heilige Kruisverheffing te Raalte
- Sint-Michaëlskerk te Schalkwijk
- Sint-Nicolaasbasiliek te IJsselstein
- Sint-Jozefkerk te Enschede
- H.H. Cosmas en Damianuskerk te Abcoude
- Mariakerk te Apeldoorn
- Sint-Bernulphuskerk te Oosterbeek
- Sint-Vituskerk te Hilversum
- Sint-Ludgeruskerk te Balk
- Sint-Michaëlskerk te Harlingen
- Sint-Werenfriduskerk te Workum
- Basiliek van Onze-Lieve-Vrouw-Tenhemelopneming te Zwolle
- Sint-Nicolaaskerk te Jutphaas
- Pancratiuskerk te 's-Heerenberg

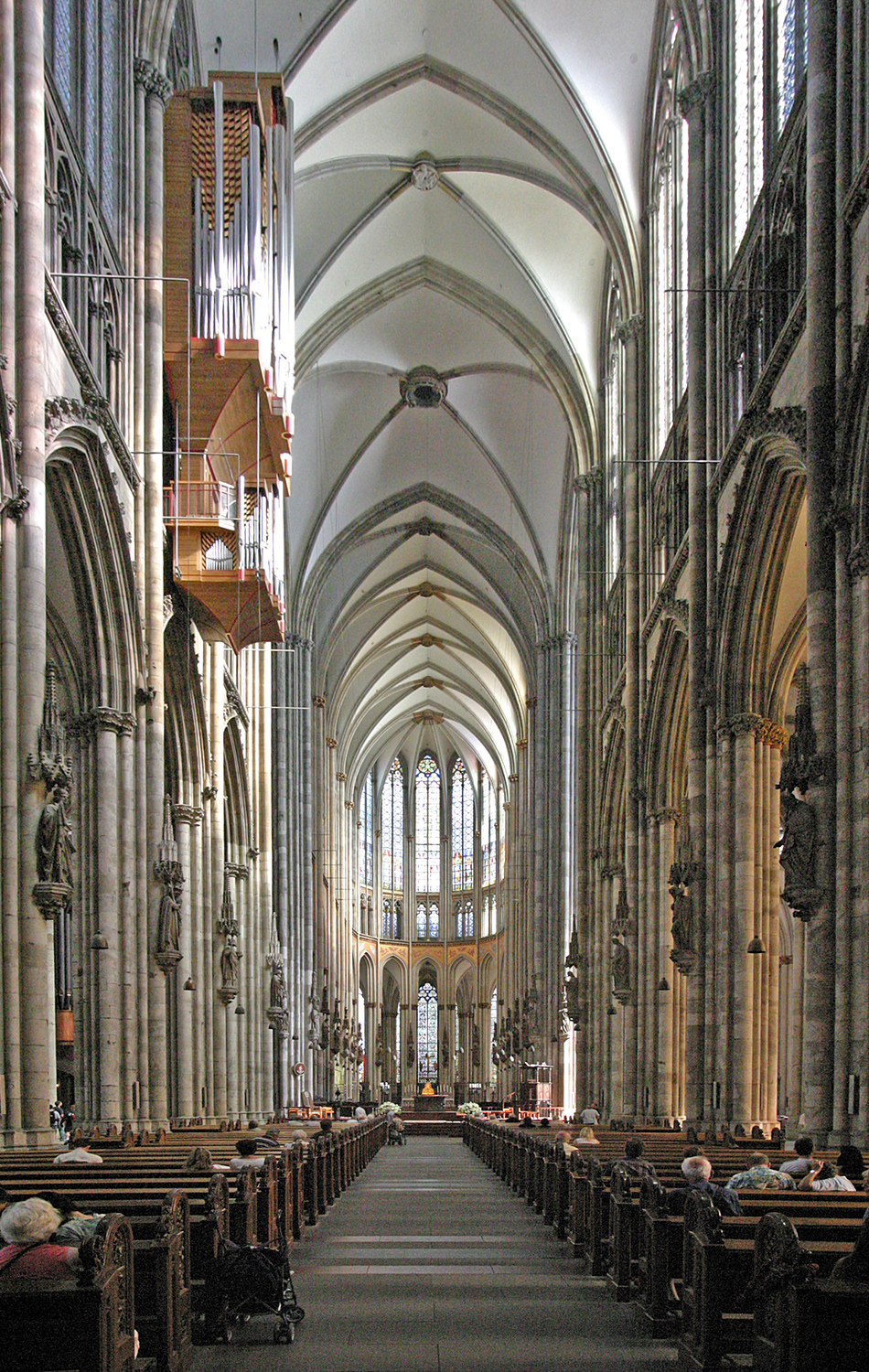
Dom van Keulen
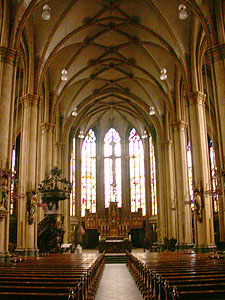
Sint-Nicolaasbasiliek (IJsselstein)
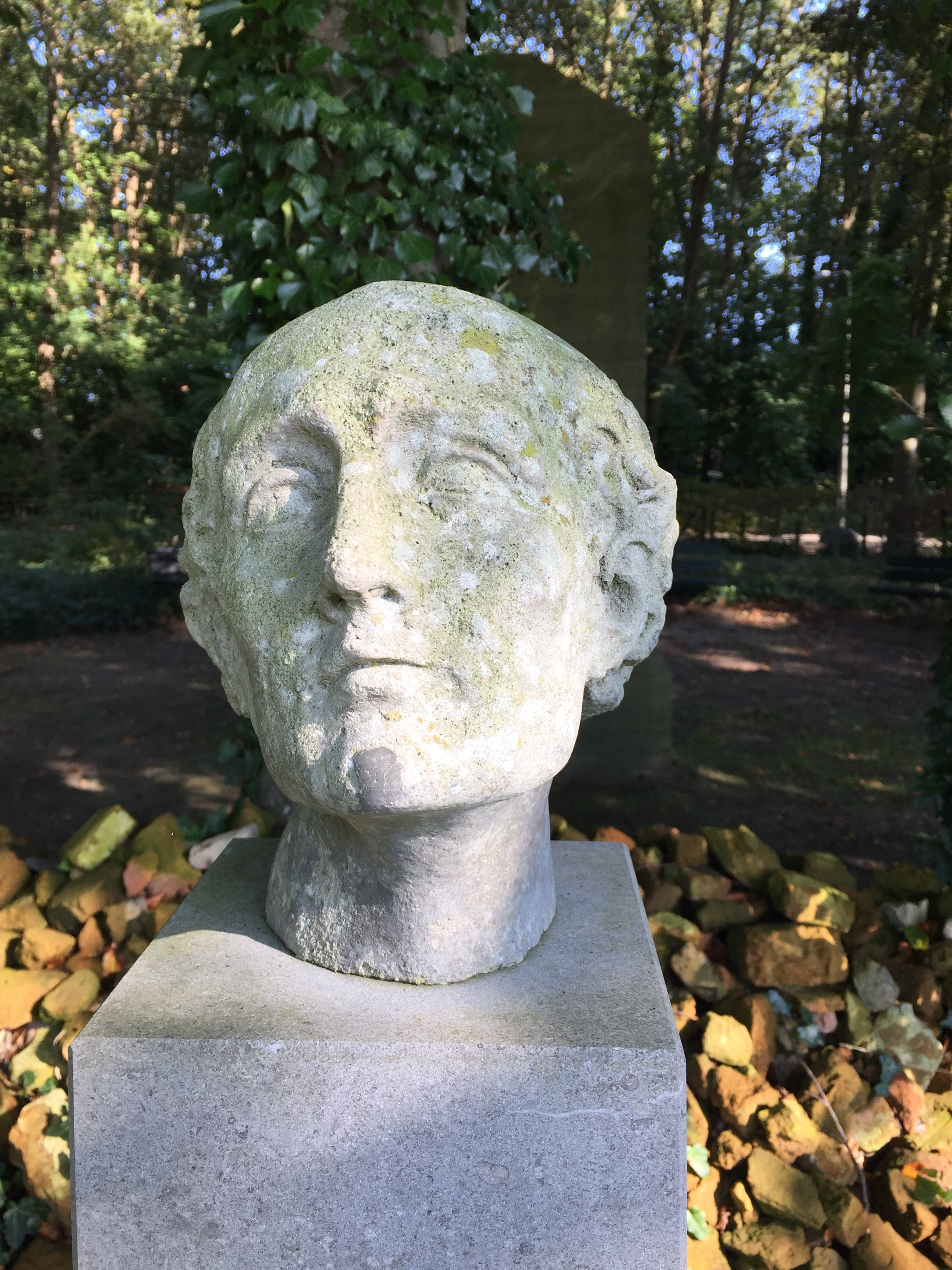
Thomas a Kempis (Zwolle)

## Trivia
De voormalige Mengelberglaan in Utrecht was naar Friedrich Wilhelm Mengelberg vernoemd. Na de Tweede Wereldoorlog is de naam gewijzigd in Wolter Heukelslaan en vernoemd naar een gelijknamige verzetsstrijder vanwege de houding van Willem Mengelberg, de zoon van Friedrich Wilhelm, in de oorlog. Dat de naam van de laan naar Friedrich Wilhelm was vernoemd deed daarbij minder ter zake.